# Saropogon lhoti
Saropogon lhoti är en tvåvingeart som beskrevs av Seguy 1938. Saropogon lhoti ingår i släktet Saropogon och familjen rovflugor. Inga underarter finns listade i Catalogue of Life.